# Newton (Buenos Aires)
Newton es una localidad del partido de General Belgrano, en la provincia de Buenos Aires, Argentina.

## Ubicación
Newton se encuentra a 31 km de General Belgrano y Las Flores pudiéndose acceder a esta localidad mediante un camino de tierra que se desprende de la Ruta Provincial 29.
Se ubica sobre las vías del Ferrocarril General Roca en el ramal entre Altamirano y Las Flores contando con su estación homónima.

## Población
Durante los censos nacionales del INDEC de 2001 y 2010 fue considerada como población rural dispersa.